# Henryk Brodaty i jego czasy

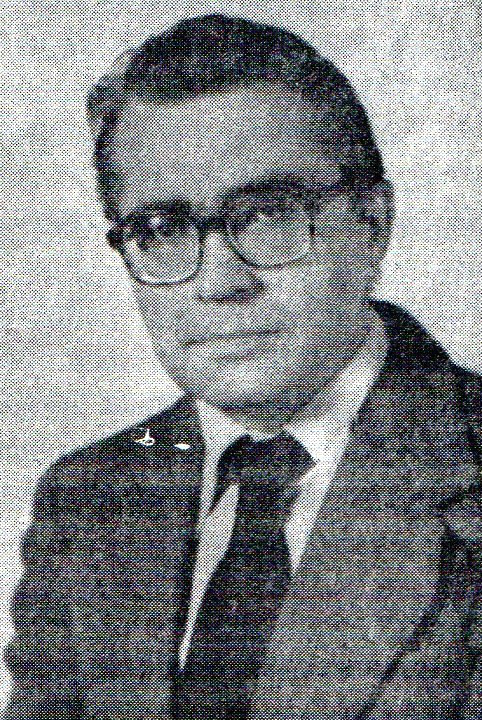
Benedykt Zientara, autor książki

Henryk Brodaty i jego czasy – monografia autorstwa Benedykta Zientary wydana po raz pierwszy w 1975. Poświęcona jest historii Polski od połowy XII wieku do 1241, a głównym bohaterem jest książę Henryk I Brodaty. 

## Charakterystyka
W przedmowie autor wskazywał na cele monografii, która „nie może być mikrografią; musi być przyczynkiem do wyjaśnienia szerszych zagadnień”.
Tytuł książki nawiązuje do monografii Stanisława Smolki Mieszko Stary i jego wiek (1881); w ten sposób Zientara akcentował poglądy Smolki na „metodę tworzenia monografii «wielkich postaci dziejowych»”.
Zientara przedstawia losy Henryka Brodatego na szerokim tle dziejów polskich i europejskich. W swojej monografii wykazał, że kolonizacja niemiecka dotarła na Śląsk jeszcze przed najazdem mongolskim w 1241; zwrócił też uwagę na rolę Henryka Brodatego przy sprowadzeniu Krzyżaków do Polski.
Zwraca się uwagę na znajomość źródeł i literatury, jaką wykazał się Zientara, pisząc Henryka Brodatego. Fakt obiektywnego przedstawienia kwestii narodowych wpłynął m.in. na pozytywną ocenę monografii dokonaną przez niemieckich historyków. Walter Kuhn proponował, by dzieło polskiego historyka przetłumaczyć na język niemiecki.

## Wznowienie
W 1997, z inicjatywy Bronisława Nowaka, monografia Zientary została wznowiona. W porównaniu do pierwszego wydania przypisy z końca książki przeniesiono na koniec poszczególnych rozdziałów, wzbogacono o nowe ilustracje oraz uzupełniono przypisy o najważniejsze publikacje wydane po 1975, zaznaczając je kwadratowymi nawiasami.